# 1173 Anchises
1173 Anchises eller 1930 UB är en trojansk asteroid i Jupiters lagrangepunkt L5. Den upptäcktes 17 oktober 1930 av den tyske astronomen Karl Wilhelm Reinmuth i Heidelberg. Den har fått sitt namn efter Anchises i den grekiska mytologi.
Asteroiden har en diameter på ungefär 118 kilometer.